# Raimund Jeblinger

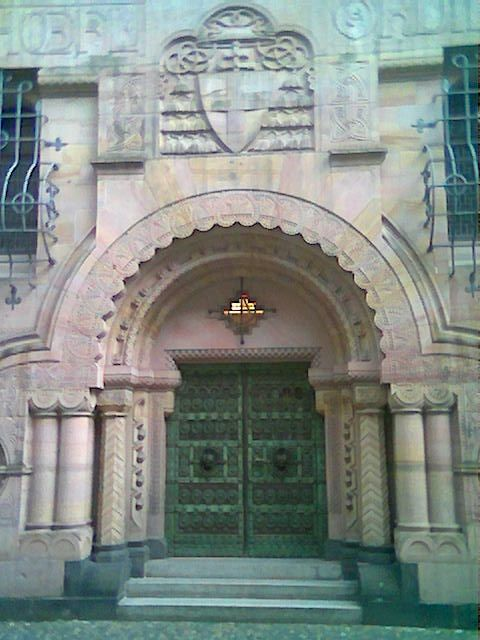
Eingang des Erzbischöflichen Ordinariats in Freiburg im Breisgau

Raimund Jeblinger, alternative Schreibweise Raymund Jeblinger, (* 31. August 1853 in Peterskirchen, Oberösterreich; † 4. März 1937 in St. Peter am Hart, Oberösterreich) war ein österreichischer Architekt; er gilt als der bedeutendste oberösterreichische Architekt des Historismus.

## Leben
Im Jahr 1872 begann Jeblinger das Studium des Ingenieur- und Hochbauwesens an der Technischen Hochschule Karlsruhe, der Technischen Hochschule München und bis zum Abschluss 1877 an der Technischen Hochschule Graz. Daneben absolvierte er eine Ausbildung zum Maurer- und Zimmermeister und besuchte die Malerakademie in Graz. Nach einer kurzen Tätigkeit in Burgkirchen (Oberösterreich) arbeitete er als Bauführer in der Dombauhütte von Linz, die damals unter der Leitung von Otto Schirmer stand. 1881 gründete er ein eigenes Architekturbüro in Linz. Daneben war er zudem als Konservator der Central-Comission für Kunst und historische Denkmale tätig. Später war er zudem Mitglied im Verwaltungsrat des Oberösterreichischen Landesmuseums und hatte Sitz und Stimme im Ausschuss des Oberösterreichischen Kunstvereins. Seine Tätigkeit beschränkte sich nicht nur Oberösterreich, so wurde er 1895 in das von einem schweren Erdbeben verwüstete Krain geholt, wo er beim Wiederaufbau der zerstörten Kirchen tätig war.
Im Februar 1901 bewarb sich Jeblinger um die Leitung des Erzbischöflichen Bauamts in Freiburg im Breisgau; die Stelle war nach der Entlassung von Max Meckel frei geworden. Jeblinger erhielt die Stelle, und im Juli 1901 ernannte ihn der damalige Freiburger Erzbischof Thomas Nörber zum Leiter des Bauamts. In den folgenden Jahren entfaltete Jeblinger im Bereich der  Erzdiözese Freiburg eine umfangreiche Tätigkeit. Zahlreiche Kirchenneubauten, Kirchenerweiterungen und Restaurierungen wurden nach seinen Plänen ausgeführt.
Zum 1. April 1924 wurde Raimund Jeblinger in den Ruhestand versetzt. Diesen verbrachte er ab September 1924 in St. Peter am Hart in Oberösterreich, wo er am 4. März 1937 starb.

## Bauten

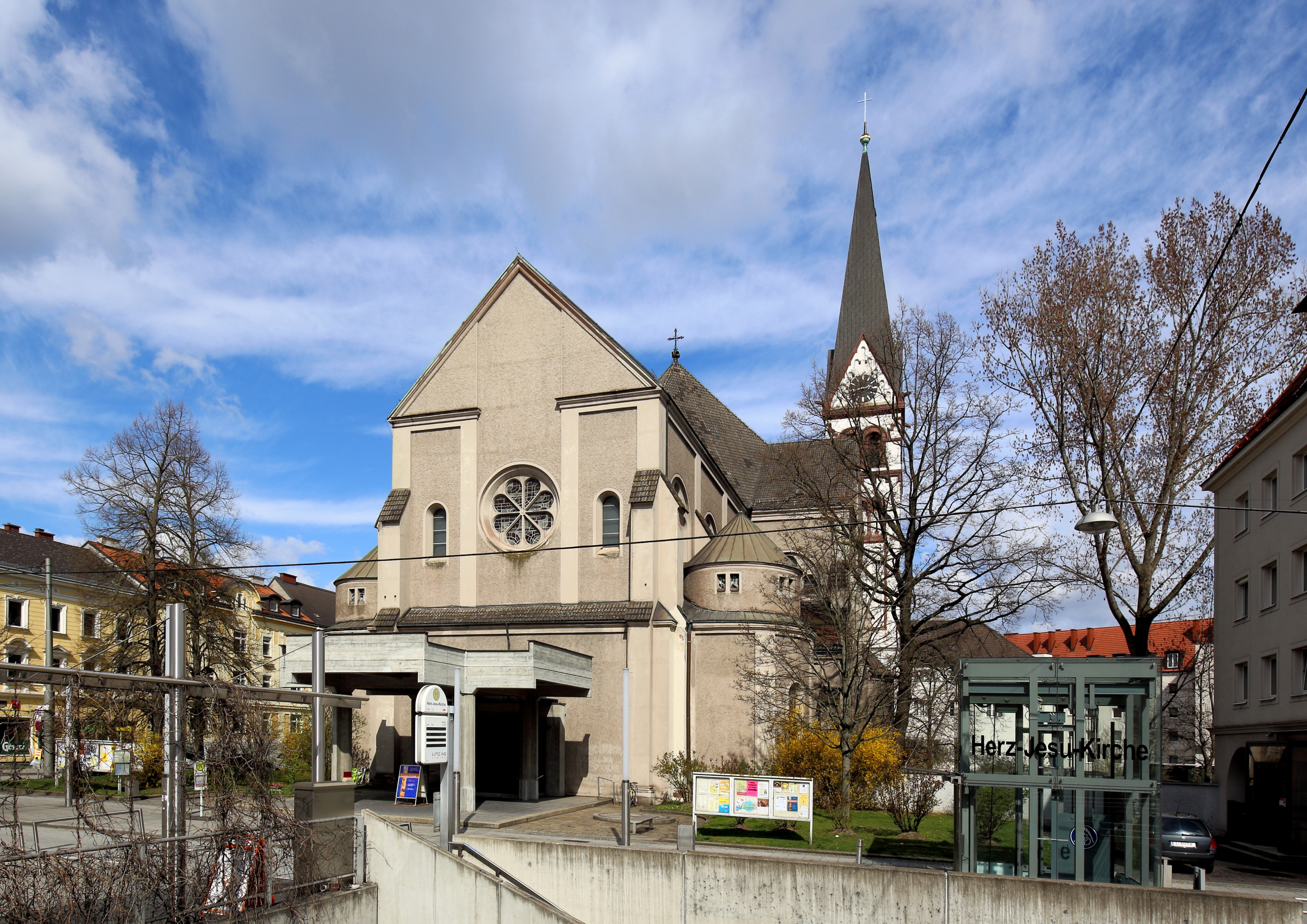
Herz-Jesu-Kirche in Linz (1901–1903)

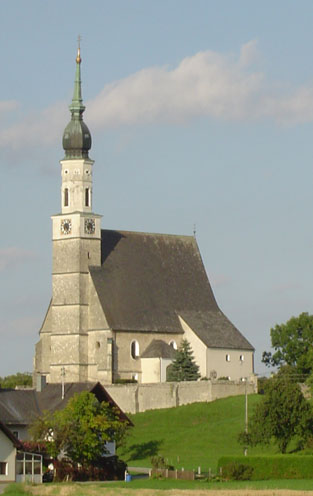
Turmaufbau von St. Florian bei Helpfau

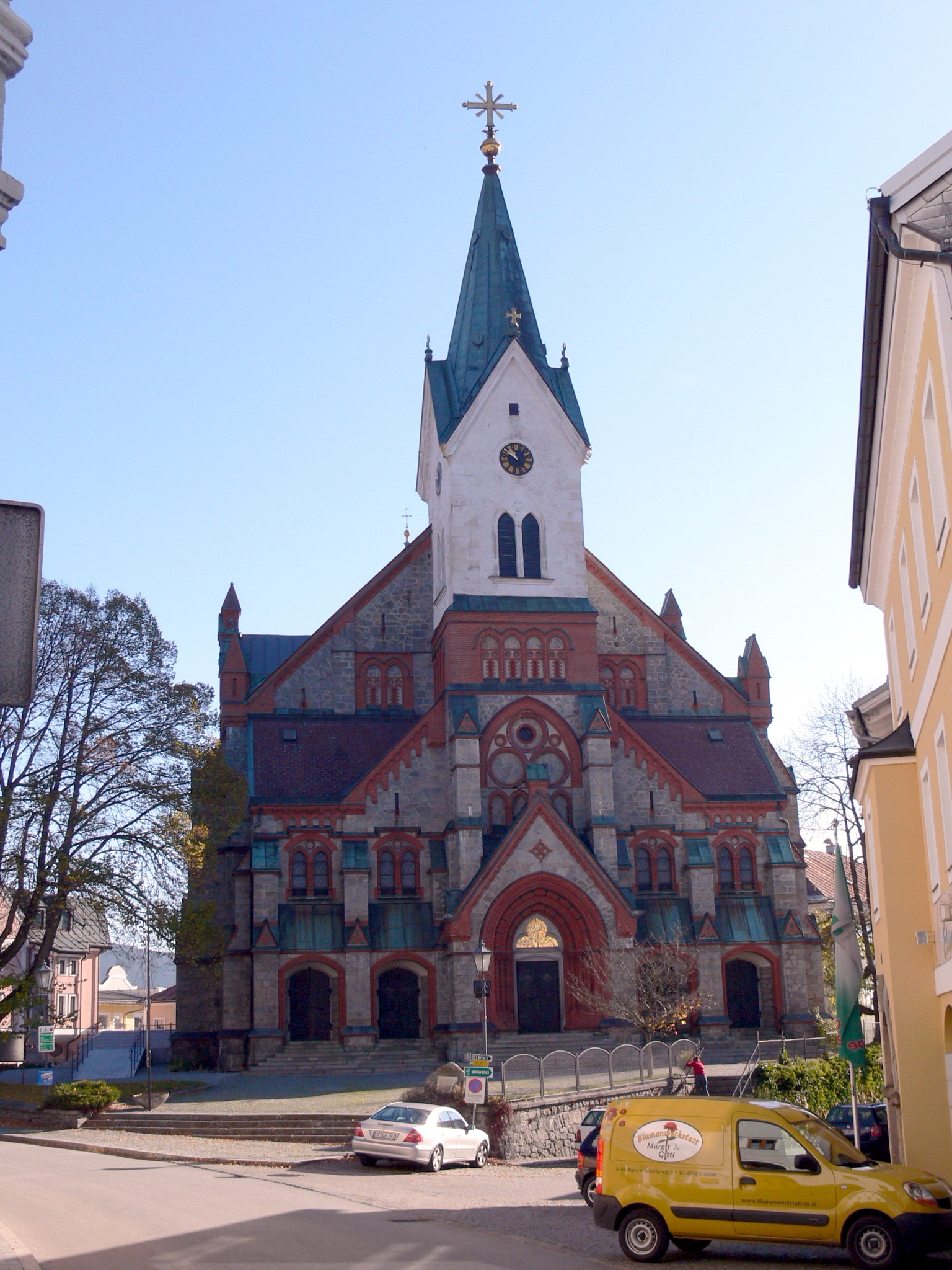
Pfarrkirche Aigen

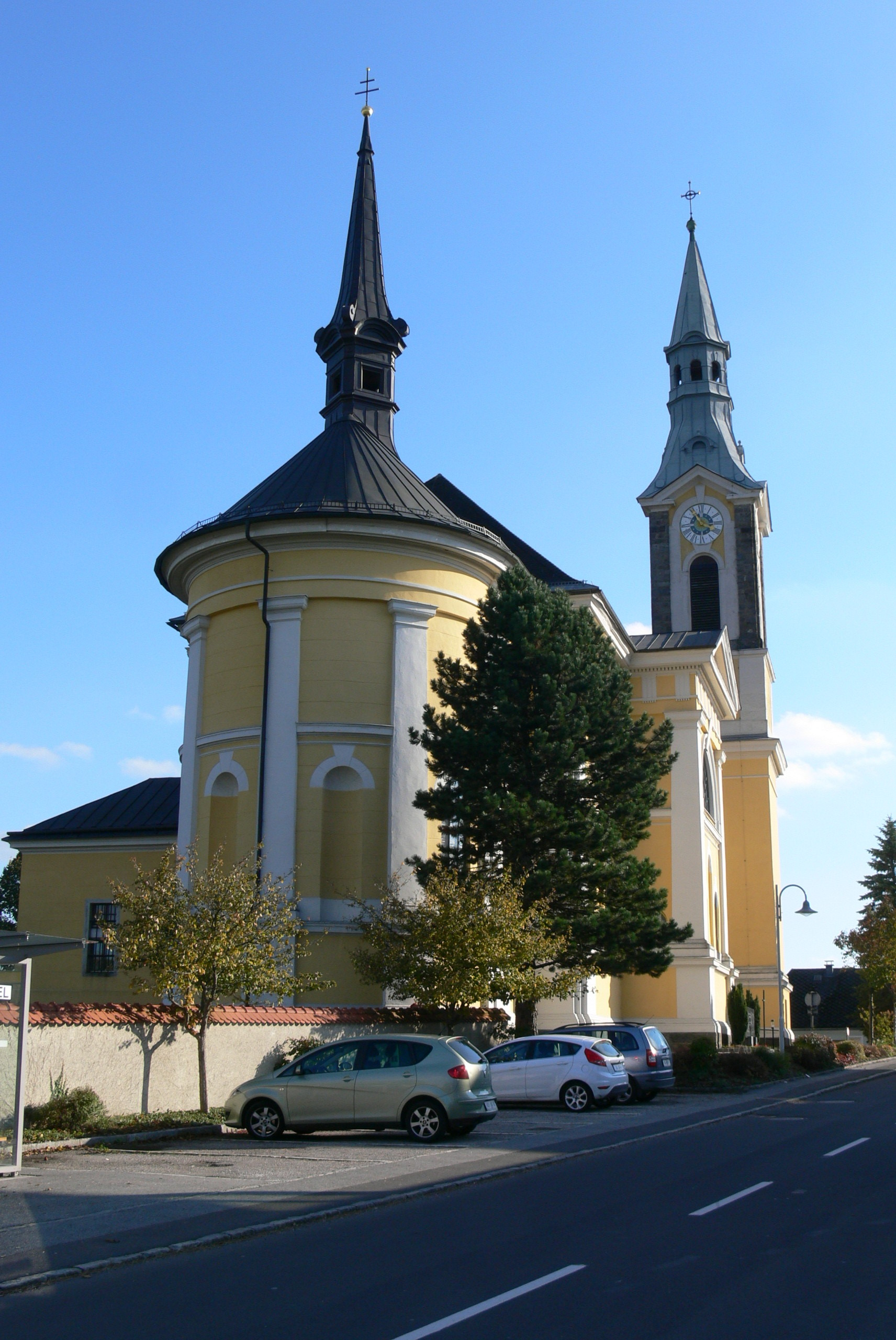
Pfarrkirche Niederkappel („Mühlviertler Dom“)

- 1884: Einwölbung des Langhauses der Pfarrkirche Mönchdorf
- 1885: Altäre der Maximilianskapelle am Freinberg, Linz
- 1885: Neugotische Erhöhung des Turmes der Pfarrkirche Neumarkt im Mühlkreis
- 1885: Ausbau des Kirchturms der Filialkirche St. Florian bei Helpfau
- 1889–1890: Stadtpfarrkirche Traun (neugotisch)
- 1889/1931 Pfarrkirche Amstetten-Herz Jesu (neoromanisch)
- um 1890: Schulhaus in Perg, Linzer Straße (Kleinkinderbewahranstalt, Haus Di(e)rnhofer)
- 1890–1895: Pfarrkirche St. Andreas in Niederkappel (Neurenaissance)
- 1891: Filialkirche Kumpfmühl
- 1891–1892: Wiederaufbau der abgebrannten Barockkirche in Kallham
- 1891–1892: Ausbau der Türme der Pöstlingbergkirche in Linz (neubarock)
- 1891–1899: Pfarrkirche in Kleinraming (neugotisch)
- 1892: Pfarrkirche in Nußbach (Oberösterreich) (neugotisch)
- 1893: Anbau der Sakristei (neugotisch) an die Pfarrkirche in Zwettl an der Rodl
- 1897–1901: Pfarrkirche Aigen im Mühlkreis (neugotisch)
- 1899–1903: Redemptoristenkloster in Linz (neuromanisch)
- 1899–1931: Pfarrkirche Herz Jesu in Amstetten
- 1901–1903: Erhöhung des Turms des Münsters in Radolfzell (neugotisch)
- 1903–1906: Gebäude des Erzbischöflichen Ordinariats in Freiburg (maurisch / neuromanisch; Dekor im Jugendstil)
- 1904–1907: Pfarrkirche Mariä Himmelfahrt in Schönau im Schwarzwald (neugotisch)
- 1904–1905: Pfarrkirche in Weil am Rhein (neuromanisch; nicht erhalten)
- 1904–1905: Pfarrkirche in Grenzach (neuromanisch; nicht erhalten)
- 1905: Pfarrkirche Kleinraming (neugotisch)
- 1905–1907: Filialkirche St. Bartholomäus in (Löffingen-)Seppenhofen (neubarock)
- 1906–1909: Restaurierung des Villinger Münsters
- 1906–1907: Pfarrkirche St. Johannes Baptist in Forchheim (Kaiserstuhl)
- 1907: Filialkirche St. Wendelin in Geschwend (neuromanisch)
- 1907–1908: Pfarrkirche St. Michael in Blumenfeld (neugotisch)
- 1907–1908: Wiederaufbau der abgebrannten Klosterkirche Mariä Himmelfahrt in St. Märgen
- 1907–1910: Pfarrkirche St. Josef in Kollnau (neubarock)
- 1907–1909: Pfarrkirche St. Michael und Freiburg-Haslach (neuromanisch)
- ab 1908: Restaurierung des Münsters in Überlingen
- 1908: Pfarrkirche St. Antonius in Schuttertal (neuromanisch)
- 1908–1909: Pfarrkirche St. Mauritius in Sunthausen (neugotisch)
- 1908–1910: Erweiterung der Pfarrkirche St. Martin in Wehr (Baden) (neubarock)
- 1908–1910: Pfarrkirche in Oberwihl (neubarock)
- 1908–1911: Herz-Jesu-Kirche in Singen (Hohentwiel) (neuromanisch)
- 1910: Pfarrkirche St. Nikolaus in Geisingen (neugotisch)
- 1910–1912: Pfarrkirche St. Laurentius in Friesenheim (Baden) (neubarock)
- 1910–1912: Pfarrkirche Heilig Geist in (Lahr-)Dinglingen (neubarock)
- 1911–1912: Pfarrkirche St. Georg in Ehrenstetten (neugotisch)
- 1911–1913: Herz-Jesu-Kirche in Göschweiler (neuromanisch)
- 1912–1914: Pfarrkirche St. Urban in Schonach im Schwarzwald (neubarock)
- 1913–1915: Pfarrkirche St. Josef in Rheinfelden (neubarock)
- 1922: Erweiterung der Pfarrkirche St. Cyriak in Schapbach (neubarock)

sowie undatiert
- Rathaus in Ried im Innkreis
- Postamt in Preßburg
- Landhaus und bischöfliche Residenz in Laibach